# بورا نوگیرا
بورا نوگیرا (پرتغالی: Bura Nogueira؛ زادهٔ ۲۲ دسامبر ۱۹۹۵) بازیکن فوتبال اهل گینه بیسائو است.